# Amici per la pelle (film 1962)
Amici per la pelle (Buddies Thicker than Water) è un film di animazione del 1962 diretto da Gene Deitch. Il film è il 126° cortometraggio della serie Tom & Jerry e il dodicesimo dei tredici a essere stato prodotto nello studio Rembrandt Films di Praga; è stato distribuito il 2 novembre 1962. Il titolo originale del corto è un gioco di parole sulla frase "Il sangue è più denso dell'acqua".

## Trama
In una gelida notte di neve a New York, Jerry è comodamente addormentato all'interno di un attico. Tom nel frattempo sta congelando nel vicolo sottostante, dopo essere stato sfrattato dalla sua proprietaria. Scrive quindi un biglietto per chiedere aiuto, lo infila in una bottiglia e lo getta nella finestra dell'attico. Jerry, svegliato dal rumore, esce sul balcone e trova il biglietto. Allarmato, si precipita fuori e salva Tom ormai congelato. Subito dopo lo porta dentro e, dopo averlo scongelato, gli serve un pasto caldo.
E così Tom e Jerry dentro l'attico iniziano ad ascoltare la musica e bevono tutti i liquori della proprietaria di Tom ubriacandosi, ella poi ritorna e trova la coppia ubriaca. Jerry fugge nella sua tana, mentre la donna afferra Tom e si prepara a buttarlo di nuovo fuori. Il gatto afferra Jerry e lo mostra alla sua proprietaria, facendola prendere dal panico, allora Tom le assicura che si libererà del topo e poco dopo esce sul balcone per gettare Jerry nel vicolo. Mentre la donna coccola Tom nell'attico, Jerry finito in strada è irritato dal tradimento del gatto e decide di vendicarsi.
Rientrato in casa, il topo si applica della cipria sul suo corpo per assomigliare a un fantasma, dopodiché mette su un disco di musica spettrale. Jerry insegue Tom che terrorizzato fugge finendo fuori, ma a causa della neve il gatto scopre l'inganno. Tom furioso si prepara a punire Jerry, ma, trovandosi sul bordo innevato dell'edificio, scivola e cade di nuovo giù nel vicolo sottostante. Tom invia disperatamente un altro messaggio a Jerry, ma lui stavolta per dargli una lezione per aver ripagato la sua gentilezza con totale ingratitudine risponde gettando dal balcone un paio di pattini da ghiaccio e una mazza da hockey addosso a Tom abbandonandolo a se stesso per punirlo per poi tornare a dormire.

## Edizione italiana
Fino agli anni '90 sulle reti Rai veniva trasmesso il doppiaggio storico che è andato perduto. I doppiatori di questa versione sono stati Mirella Pace, che ha letto la traduzione del titolo dell'episodio, Emanuela Rossi, che ha prestato la voce a Jerry, mentre leggeva la lettera lanciata da Tom la cui battuta era: "Aiuto! Sto congelando quaggiù, il tuo vecchio amico Tom! P.S.: Ho anche fame! Tom". Inoltre, Emanuela ha anche letto la traduzione della scatola: "Il buongustaio instantaneo", che in originale era: "Instant Gourmet". A prestare la voce a Tom, infine, è stato Franco Latini; in realtà non aveva vere e proprie battute, ma si era limitato a esprimersi in modo miagolesco, come nella scena in cui la donna afferra il gatto per buttarlo fuori dal balcone: Latini ha miagolato fortemente per dire la parola: "Noooooooo!!!!!". Infine, nella scena finale dove Tom scopre l'inganno di Jerry, Latini fa miagolare il gatto furiosamente e lo fa urlare quando scivola dal palazzo mentre si accingeva a punire il topo.

## Censura
In Arabia Saudita, Stati Uniti d'America, Germania, Regno Unito e Francia è stata rimossa la scena di Tom e Jerry che si alcolizzano di champagne.